# Dobrzykowo, Warmińsko-Mazurskie
Dobrhotowo [dɔbʐɨˈkɔvɔ] (tiếng Đức: Dawerwalde)  là một ngôi làng ở quận hành chính của Gmina Barciany, thuộc huyện Kętrzyński, Zachodniopomorskie, ở miền bắc Ba Lan, gần biên giới với Kaliningrad của Nga. Nó nằm khoảng 14 kilômét (9 mi)   phía tây bắc Barciany, 28 km (17 mi) phía tây bắc Kętrzyn và 74 km (46 mi) về phía đông bắc của thủ đô khu vực Olsztyn.
Trước năm 1945, khu vực này là một phần của Đức (Đông Phổ).